# Čechtín
Čechtín (in tedesco Czechtin) è un comune della Repubblica Ceca facente parte del distretto di Třebíč, nella regione di Vysočina.